# Lemsjöholm

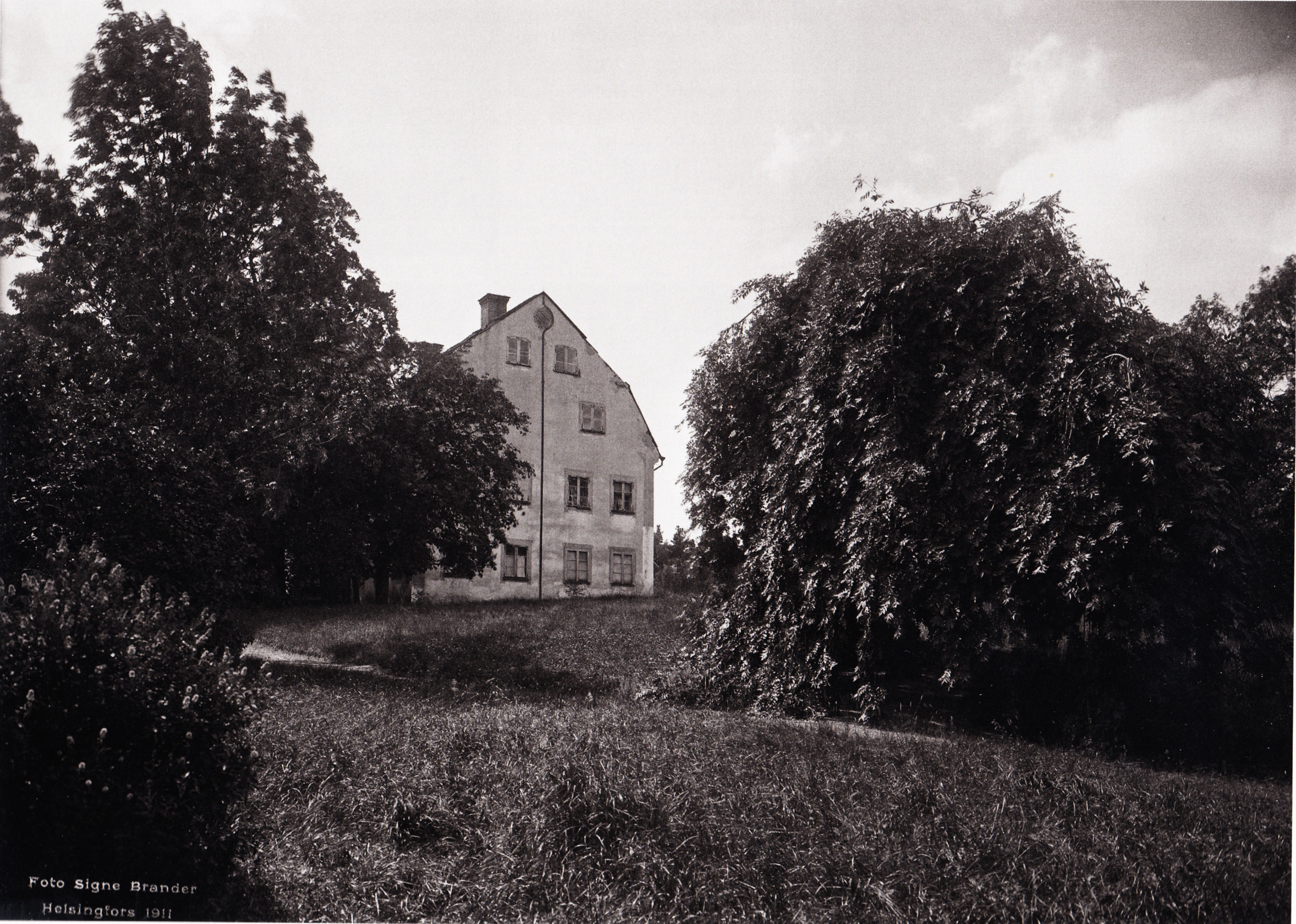
Lemsjöholm.

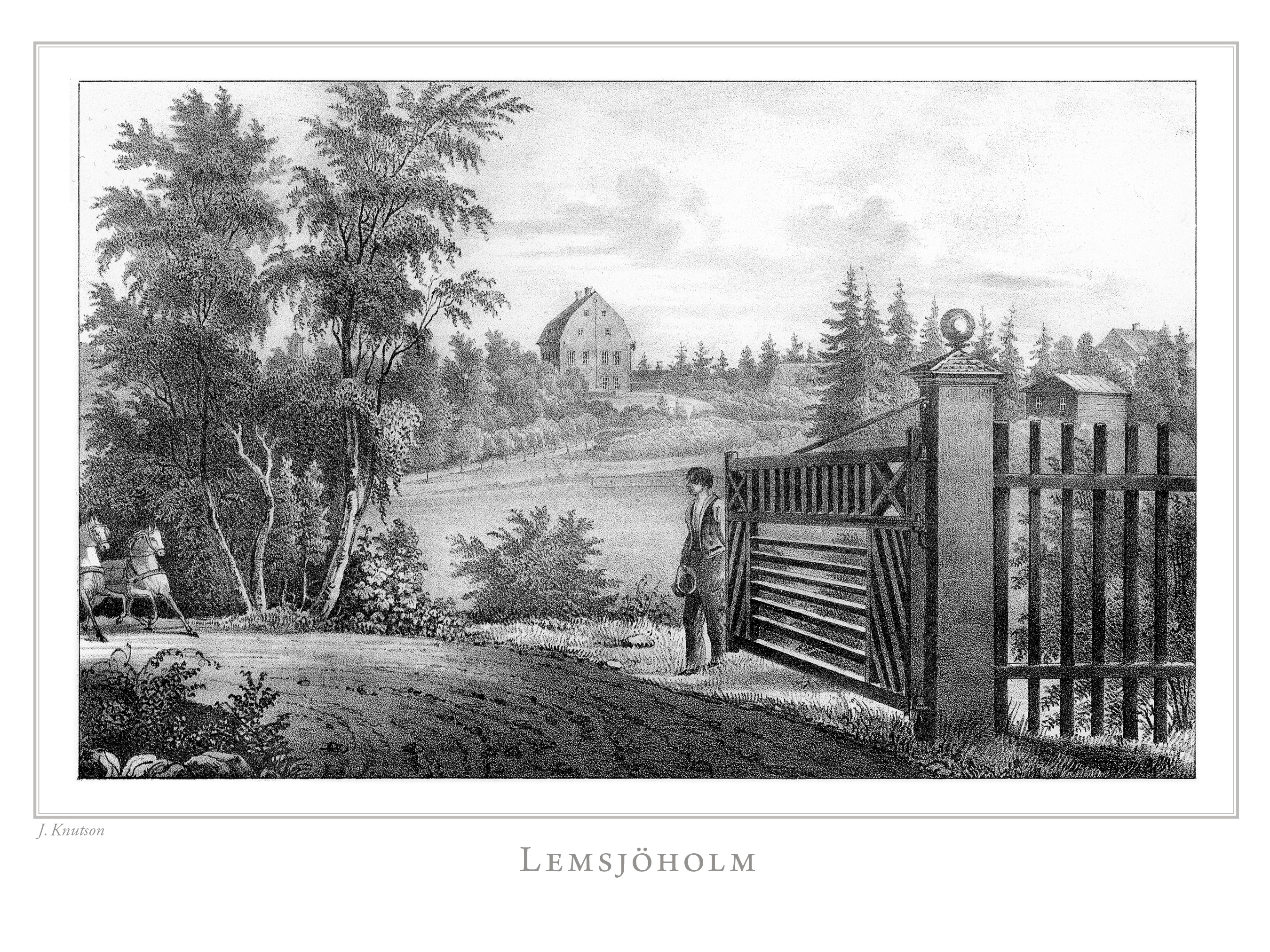
Litografi av Lemsjöholm i Finland framstäldt i teckningar utgiven 1845-1852.

Lemsjöholm (finska: Lempisaari) är en by och herrgård på ön Lempisaari i Nådendals kommun i Egentliga Finland. Huvudbyggnaden är uppförd i två våningar i 1700-talsstil. Gården är dock äldre och tillhörde i början av 1600-talet lagmannen i Norrfinne domsaga Jesper Mattson Krus. Han var en av Finlands rikaste aristokrater och gift med den ryktbare Pontus De la Gardies dotter friherrinnan Brita De la Gardie. 
Senare övergick gården i Flemingska ättens ägo och tillhörde på kejsar Nikolaj I:s tid senatorn och geheimerådet Lars Gabriel von Haartman (död 1859) och blev 1823 fideikommiss inom ätten von Haartman.